# 地蔵の湯
地蔵の湯（じぞうのゆ）は、栃木県足利市にある温泉（鉱泉）。一軒宿の「東葉館」内で湧出している。

## 概要
群馬県との県境近くの足利市街地に、一軒宿の「東葉館」が存在する。日帰り入浴可能。
周辺は住宅街となっている。
温泉は内湯にしか引いておらず、露天風呂は沸かし湯を使用している。
創業は明治末期。創業者・周東團三郎が、自宅の敷地から湧き出た鉱泉を地元民に利用してもらおうと、隣地に祀られている「彦谷地蔵堂」の名を頂き「地蔵の湯」を開業した。
昭和61年に改築、「東葉館」として名称を改めた。 

## 泉質
- メタケイ酸を有する冷鉱泉
  - 泉温　17.5℃
- 鉄臭の匂いがする。にごり湯である。

## アクセス
JR両毛線小俣駅より、車で5分。
北関東自動車道太田桐生ICより、車で12分。